# 140 F PLM 1 à 100
Les 140 F PLM 1 à 100 du PLM sont des machines de type consolidation construites pour la Compagnie des chemins de fer de Paris à Lyon et à la Méditerranée et utilisées ensuite par la SNCF.
Elles étaient conçues pour tracter des trains lourds sur les lignes à profil facile comme la ligne Paris-Marseille.
Ces machines formaient une série de 100 unités, numérotées 140 F 1 à 100, livrées en 1925-26 et reprenant les dispositions des précédents modèles de Consolidation mises en service au PLM de 1909 à 1924.
En 1938, lors de la création de la SNCF, elles deviennent 5 - 140 L 1 à 100.

## Histoire

### Genèse
La Compagnie des chemins de fer de Paris à Lyon et à la Méditerranée avait déjà construit plusieurs séries de locomotives de disposition Consolidation de 1909 à 1926. En dehors de quelques prototypes, il s’agissait de locomotives compound à quatre cylindres munies d’une chaudière à vapeur saturée (avant-guerre) et qui seront dotées d’un surchauffeur à partir de 1919.
La Première Guerre mondiale dota le PLM de plusieurs séries de Consolidation de conception différente
- Les 140 PLM 401 à 969, futures 140 G 1 à 699. Des 140 "Pershing" construites aux États-Unis.
- Les 140 K PLM 1 à 35, ex-ALVF. Des locomotives identiques aux 140 C de l’État, construites en Angleterre
- Les 140 PLM 971 à 999, futures 140 H 1 à 29. Construites aux États-Unis d’après des plans élaborés en France par les Chemins de fer de l'État[1].

En outre, le PLM commandera, entre 1923 et 1925, 170 locomotives étudiées par l’OCEM : les 140 A PLM 1 à 170.
En s’inspirant des séries mises au point avant-guerre, le PLM commandera une série de 100 locomotives à petites roues. 

### Construction
Elles possèdent la même chaudière que les 140 PLM 3741 à 3955 et 140 E PLM 164 à 213 (futures : 5-140 E 1 à 213 de la SNCF) .
En revanche, la principale différence avec cette série, était le diamètre des roues, de 1 500 mm au lieu de 1 650 mm. Il reprend le diamètre des premières séries de consolidation construites avant-guerre, les 140 B, 140 C et 140 D.
Le châssis et les cylindres présentent une forte ressemblance avec les 140 D, notamment au niveau de l’empattement, après leur transformation en compound et la distribution de ces deux séries semble identique.
Comme la plupart des locomotives du PLM, leur cabine possède un avant biseauté en coupe-vent.
Les 100 locomotives ont été commandées aux constructeurs suivants et construites entre 1925 et 1926
- Les 140 F 1 à 10 furent construites par la Société Alsacienne de Constructions Mécaniques
- Les 140 F 11 à 33 furent construites par la Société de construction des Batignolles
- Les 140 F 34 à 78 furent construites par la Société Française de Constructions Mécaniques
- Les 140 F 79 à 100 furent construites par Fives-Lille

Lors de la création de la SNCF, le 1er janvier 1938, les 140 F 1 à 100 du PLM deviendront les 5 - 140 L 1 à 100.

## Caractéristiques
Longueur : 12,50 m
Poids à vide: 66,5 t
Poids en charge: 73,5 t
Timbre: 16 kg
Foyer Belpaire
Surface de grille : 3,08 m2
Surface de surchauffe : 64,81 m2
Surface de chauffe(chaudière): 175,48 m2
Diamètre des roues (motrices): 1 500 mm
Diamètre des roues (porteuses): 1 000 mm
Dimensions des cylindres HP (haute pression), alésage x course: 400 × 650 mm
Dimensions des cylindres BP (basse pression), alésage x course: 600 × 650 mm
Vitesse maximum: 85 km/h